# Majakowskaja (stacja metra w Petersburgu)
Majakowskaja (ros. Маяко́вская) – piąta stacja linii Newsko-Wasileostrowskiej, znajdującego się w Petersburgu systemu metra.

## Charakterystyka
Otwarcie stacji Majakowskaja oficjalnie nastąpiło 3 listopada 1967 roku, a zastosowany został na niej system automatycznie rozsuwanych drzwi peronowych. Autorami projektu architektonicznego obecnej postaci stacji są: J. W. Biliński (Ю. В. Билинский), A. D. Boczarow (А. Д. Бочаров), G. A. Michajłow (Г. А. Михайлов), także A. S.Gieckin (А. С. Гецкин) i W. P. Szuwałowa (В. П. Шувалова). Stacja położona jest przy najsłynniejszej ulicy Petersburga, Newskim Prospekcie, a także przy ulicy Marata. 

Stacja swą nazwę zawdzięcza Władimirowi Majakowskiemu, który niedaleko stacji posiada też ulicę swego imienia. Majakowskaja wyróżnia się przede wszystkim kolorem ścian, którym nadano barwę czerwoną. Na jednej ze ścian umieszczono także mozaikę przedstawiającą twarz Majakowskiego. Jej autorem jest M. Litowczenko (М. Литовченко). Posadzki zostały wyłożone płytami z granitu w różnych odcieniach szarości. Sklepienia są koliste, w odcieniach bieli. Na ścianach znajdują się także wybrane fragmenty z wierszy poety. Przez lata litery z których wyłożone zostały wersy te uległy aktom wandalizmu, co sprawiło, że władze petersburskiego metra zaplanowały ich wymianę.
Majakowskaja położona jest na głębokości 51 metrów. Pasażerom umożliwiono przesiadkę na linię Kirowsko-Wyborską poprzez przejście na stację Płoszczad Wosstanija. Ruch pociągów odbywa się tutaj od godziny 5:42 do godziny 0:25 i w tym czasie jest ona dostępna dla pasażerów.